# Forcarey
Forcarey (en gallego y oficialmente, Forcarei) es un municipio español de la provincia de Pontevedra, en la comunidad autónoma de Galicia. Cuenta con una población de 3127 habitantes (INE 2024).

## Localización
El municipio de Forcarey ocupa la zona norte de la provincia de Pontevedra. Limita por la zona oriental con el municipio de Lalín, del que lo separan los montes de O Testeiro y la sierra de O Candán. Por el sector norte y nororiental se hermana con las vecinas tierras de Silleda, y por el noroccidental con las del municipio de La Estrada. Al suroeste limita con Cerdedo e incide con la frontera natural de la sierra de O Cando en los territorios de Cotobad y La Lama, encontrándose en el sur con las tierras orensanas de Beariz e Irijo.

## Geografía
- Altitud: 625 metros.
- Superficie: 168,4 km².

En Forcarey nacen los tres ríos principales de la provincia de Pontevedra: Umia, Lérez y Verdugo.

## Historia
Hacia mediados del siglo XIX, el municipio tenía contabilizada una población de 3409 habitantes. Aparece descrito en el octavo volumen del Diccionario geográfico-estadístico-histórico de España y sus posesiones de Ultramar de Pascual Madoz con las siguientes palabras:

FORCAREY: ayunt. en la prov. de Pontevedra (6 leg.), part. jud. de Tabeiros (2 1/2 á la Estrada), aud. terr. y c. g. de la Coruña (16), dióc. de Santiago (6): sit. en el ángulo recto que forman las vertientes occidentales del monte Candan, y las sept. de la cadena del Miño. Le combaten todos los vientos, el clima en lo general es frio, y las enfermedades comunes dolores de costado, pulmonias, fiebres pútrido-nerviosas, reumas y flatos. Comprende las felig. de Acibeiro, Sta. Maria; Bentojo, San Nicolás; Dos Iglesias, Sta. Maria; Forcarey, San Martin (cap.); Meavia, San Juan; Millerada, San Mamed; Montes, Sta. Maria Magdalena; Pardesea, Santiago; Pereira, (San Bartolomé; Presqueira, San Miguel, y Quintillan, San Pedro. Confina el térm. municipal por N. con el de Chapa, mediando la cadena del Ulla; por E. con el de Lalin, interpuesta la montaña de Candan; al S. con el de Veariz (prov. de Orense), mediando la cadena del Miño, y por O. con los ayunt. de Estrada y Cerdedo, ocupando una superficie de 3 leg. próximamente. El terreno es montuoso, áspero y basado en granito, queis y pizarra, la cual abunda con esceso en sus diferentes gradaciones. En la parr. de Presqueira y faldas del Seijo, hay algunos criaderos de estaño, y berilo comun con el estaño-óxido, y algunas indicaciones de iguales criaderos, y de plomo argentífero en las derivaciones de la montaña del Candan. Brotan en varios puntos muchas fuentes de esquisitas aguas, las que con las emanadas de los cerros inmediatos forman distintos arroyos; teniendo origen en dicha montaña y térm. de la felig. de Acibeiro el r. Lerez, que engrosado con varios afluentes por der. é izq., riega el valle superior llamado de Montes, donde existen el ayunt. de Cerdedo y el de que hablamos, y sigue despues bastante profundo hasta desembocar en la ria de Pontevedra: tiene diversos puentes, y sus aguas ofrecen variedad de pesca. Hay en los montes brezo, tojo, helechos y gamones; algunos robles en las quebradas y abedules, alisos y sáuces á las orillas de los arroyos; encontrándose tambien en lo inculto algunos retamares, que deberian aumentarse por los naturales por su mucha utilidad para combustible y abono de las tierras, especialmente para cultivo de la patata, produccion la mas importante del pais. Atraviesa por este distrito la carretera de Pontevedra á Orense, y la de dicha cap. á Lugo, que se separa de la anterior un poco mas arriba de Folgoso (ayunt. de Cerdedo): ambas se hallan descuidadas y se trataba de construirlas de nuevo. Por la primera transita el correo dejando la correspondencia en Cerdedo. prod.: ademas de las ya referidas se cosecha algun maiz y trigo de monte, centeno, hortaliza y legumbres ordinarias; se cria ganado vacuno, mular, lanar, cabrio y algun caballar; hay caza y pesca de varias clases. ind. y comercio: la agricultura, molinos harineros, batanes, arrieria, y ganaderia mular y lanar, cuyo ramo formaria la principal riqueza de este pais si sus montes no estuviesen infestados de lobos, que ocasionando daños muy considerables impiden su desarrollo: tambien algunos vecinos, con el nombre de borreiros, se dedican a recoger en la mayor parte de los pueblos de Galicia cera que acopian, cuecen y prensan, haciendo en ello un mediano lucro; pero sobre todo se dedican al oficio de canteros, y salen en bandadas á ejercerle todos los años hasta en las Cstillas, dejando la ind. agraria y hasta el servicio de la igl. á cargo de las mujeres, viéndose con frecuencia á estas desempeñar el oficio de pedáneos, el de colectores de contribuciones y otros no menos extraños á su sexo; de manera que una ganancia aparente priva á estos naturales de otra mas sólida que hallarian en la agricultura y ganaderia, al paso que no se menoscabaria la sencillez de sus costumbres. No se conoce otro comercio principal que el que se realiza en las ferias que se celebran en Soutelo, ald. de la felig. de Montes, el último miércoles, y en la parr. de Acibeiro el tercer domingo de cada mes, cuyas especulaciones consisten en ganado vacuno, caballar y de cerda, frutos y géneros del pais. pobl.: 871 vec., 3,409 alm. contr.: pagaba anualmente por encabezamiento de sus parr. 22,189 rs.; por utensilios 5,474 rs. con 4 mrs.; por recargo de estos 6,791 con 30; por alcabala, manda pia, jabon y subsidio de comercio 2,515 con 26, y por la contribucion del clero 14,806 con 16. No se comprendian los frutos civiles, porque recayendo sobre las rentas, sirve poco, y perteneciendo casi todas á forasteros. no guarda proporcion con la riqueza del vecindario, y para su estadística. El presupuesto municipal ordinario asciende á 4,222 reales con 27 mrs.; el del culto de sus parroquias á 14,506; el de alimentos de presos pobres, cárcel y otros gastos del partido á 961, y el de gastos de diputacion y otros provinciales á 7,573, cuyas cantidades se cubren por reparto entre los vec., pues no hay propios, ni arbitrios, ni otros emolumentos comunes. Los naturales de este distr. son bastante corpulentos, laboriosos y atrevidos para las obras de construccion, y aunque se hicieron conocer por su decision en la guerra de Independencia, y en otras, no tuvieron historiador que perpetuase su memoria, ni sugeto eminente que le honre en la historia.
(Madoz, 1847, p. 140)

## Geografía humana

### Demografía
Cuenta con una población de 3127 habitantes (INE 2024).
| Gráfica de evolución demográfica de Forcarei entre 1842 y 2021 |
| |
| Población de derecho según los censos de población del INE Población de hecho según los censos de población del INEEn estos censos se denominaba Forcarey: 1842, 1857, 1860, 1877, 1887, 1897, 1900, 1910, 1920, 1930, 1940, 1950, 1960, 1970 y 1981 |

### Parroquias
Parroquias que forman parte del municipio:
- Acibeiro (Santa María)
- Castrelo (Santa Marina)
- Dosiglesias[9]
- Forcarey[9]
- Magdalena (Santa María)
- Meavía (San Juan)
- Millerada (San Mamed)
- Pardesoa (Santiago)
- Pereira (San Bartolomé)
- Presqueiras (San Miguel)
- Quintillán (San Pedro)
- Santa Marina de Presqueiras (Santa Marina)
- Ventojo[9]

## Cultura
Forcarey ha sido cuna de grandes artistas. Uno de los cineastas gallegos más importantes de su época, Chano Piñeiro, nació en territorio forcaricense. Entre sus obras más conocidas se encuentran cortos como Mamasunción y el primer largometraje rodado íntegramente en Galicia y en lengua gallega Sempre Xonxa, ambos con la emigración como tema principal.
En el ámbito de la fotografía destacó Virxilio Vieitez, nacido en Soutelo de Montes. Pese a empezar en la industria de la construcción, destacaría años después en la fotografía tras aprender el oficio en Barcelona, lugar al que tuvo que emigrar. Sus fotografías llegaron a estar expuestas en las principales ciudades gallegas, en Barcelona e incluso en territorio internacional como Ámsterdam o Nueva York.
En el ámbito musical, destaca el municipio por ser cuna de grandes gaiteros. El más importante y conocido es Avelino Cachafeiro que destacó tanto a nivel personal como a nivel grupal, en el grupo de gaitas al que pertenecía junto con sus hermanos: "Os Gaiteiros de Soutelo". En 1924 se proclamaría en la capital gallega como el mejor gaitero de Galicia. Llegaría con su música tanto a lugares nacionales como internacionales, teniendo gran éxito en los países sudamericanos. Pese a no ser el autor de la más famosa de las muiñeiras gallegas, la "Muiñeira de Chantada", sí fue el encargado de grabar por primera vez dicha canción y de dar a conocer mundialmente la canción. Por ello, a día de hoy y al no conocer al autor original de dicha muiñeira, se considera a Avelino como su creador.
Debido a que es una tierra de gaiteros, en 2006 el por aquel momento alcalde David Raposeiras, decidió impulsar la creación de una banda de gaitas: la "Banda de Gaitas do Concello de Forcarei". Esta agrupación comenzó a darse a conocer en los certámenes dedicados a Avelino, que se celebraban anualmente en el municipio y que llegaron a alcanzar el nivel de fiesta de interés autonómico. Actualmente, la Banda se proclama como fiel seguidora de los pasos de Avelino y declara que su misión es seguir el legado del mismo, llevando su música por todo Galicia y fuera de ella. La Banda hasta el momento ha participado en grandes festivales a nivel autonómico, como el "Festival Internacional do Mundo Celta de Ortigueira", compartiendo cartel con gaiteros de renombre internacional como Budiño; a nivel nacional, tocando en la capital española, en Barcelona o en Santander; y a nivel internacional, participando en el "Natale dei Popoli" en [Rovereto], Italia o en el mejor festival dedicado a la música celta: el "Festival Intercéltico de Lorient", Francia. Además de haber actuado en solitario en los lugares anteriormente mencionados, también han colaborado con prestigiosas bandas de música gallegas, tales como las de Meaño, Cee, Boiro, Valladares o Silleda e incluso con la "Banda Municipal de Música de Santiago de Compostela" o la "Banda de Música Municipal de A Coruña". Además ha podido compartir actuaciones con solistas de renombre como José Manuel López "Josele", Iván Costa Blanco o Uxía Senlle.
Forcarey celebró su primer Orgullo Rural LGTBQ el 17 de junio de 2017.

## Corporación municipal
| Resultado de las elecciones municipales del 28 de mayo de 2023 en Forcarey |       |            |            |
| Nombre                                                                     | Votos | Porcentaje | Concejales |
| Partido Popular de Galicia                                                 | 1082  | 48.34%     | 5          |
| Partido dos Socialistas de Galicia                                         | 932   | 41.64%     | 5          |
| Bloque Nacionalista Galego                                                 | 212   | 9.17%      | 1          |

## Servicios
El municipio cuenta, además de con los servicios oficiales situados en el Ayuntamiento, tales como Protección Civil, Ventanilla Única, Registro Civil o Notarías, con una Casa de Cultura en donde se imparten cursos de formación tales como Informática, Acceso a Internet, Análisis de Imágenes Astronómicas, manejo de telescopios, etc. y una Asociación de Comerciantes y Empresarios para defender sus propios intereses y organizar actividades culturales y formativas.

## Ciencia

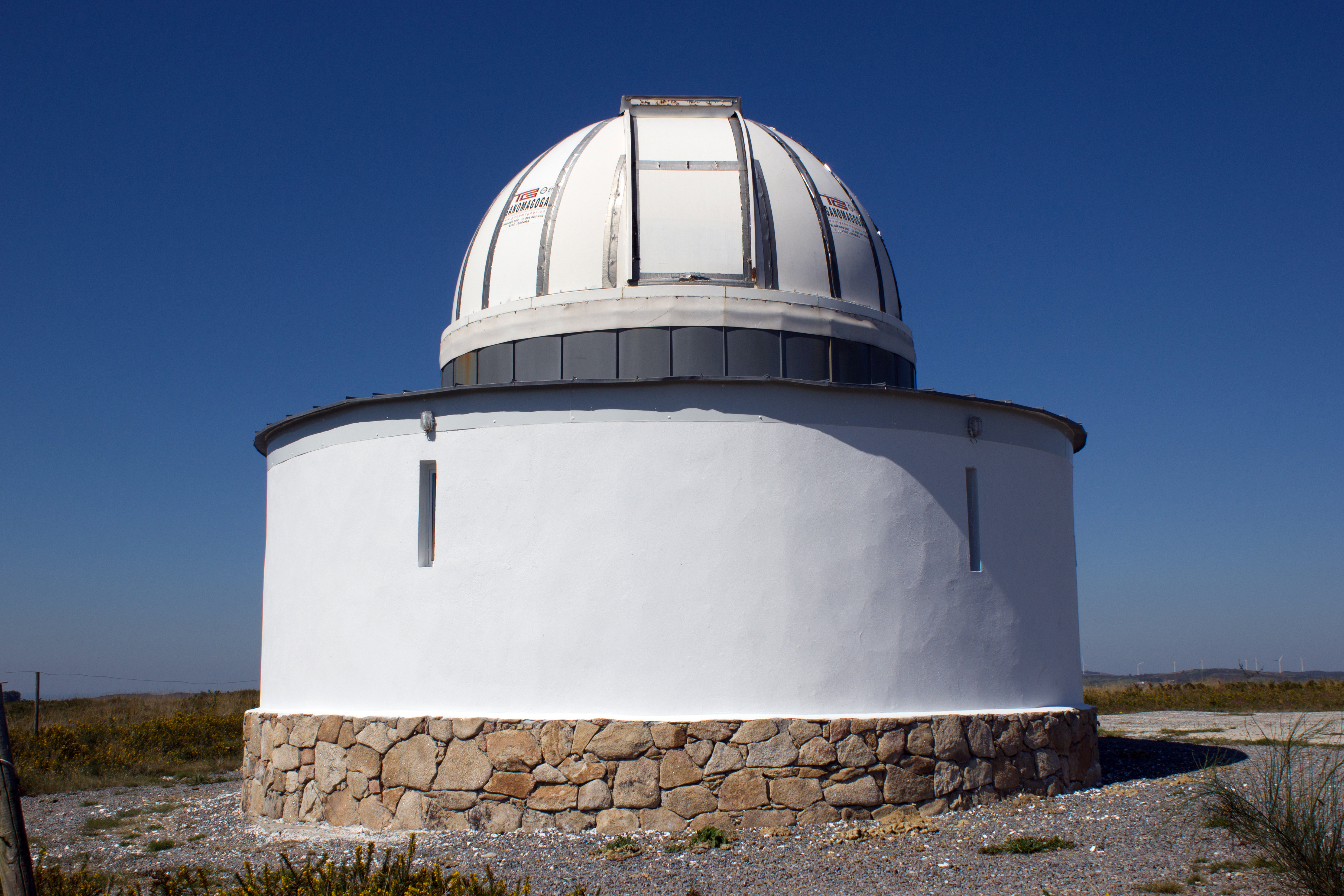
Observatorio Astronómico de Forcarey

En marzo de 2009 se inauguró el Observatorio Astronómico de Forcarey, a 3 km del centro del pueblo del mismo nombre, situado en una colina a 670 m s. n. m. junto a la carretera EP-7001  que comunica La Estrada con Forcarey.
La primera sesión pública se realizó el viernes 17 de abril de 2009, aunque después de celebró un Cursillo de Astronomía y unas jornadas públicas de observación de las Perseidas (11 de agosto de 2009). Con anterioridad a ello, en agosto de 2008 durante su construcción, en sus inmediaciones y en el pueblo ya se había organizado el primer evento astronómico de Galicia, AstroGalicia.
Hasta 2013 tuvo personal a diario, realizando trabajos de investigación, atendiendo visitas particulares y visitas escolares. Con la reducción de subvenciones por parte de la Junta de Galicia, la presencia de personal se redujo a las jornadas de Puertas Abiertas y a las visitas concertadas a través de la web de la Fundación Céo Ciencia e Cultura que es quien gestiona el observatorio desde sus orígenes.
Actualmente sigue realizando labores de investigación, centrado sobre todo en el campo de los asteroides y los NEO´s, organiza como mínimo un par de jornadas de Puertas Abiertas al año que anuncian en su web, y visitas con cita previa

## Monumentos
- Monasterio de Santa María de Aciveiro
- Torre-fortaleza de Castro de Montes. Se encuentra en la parroquia de San Miguel de Presqueiras y actualmente está en estado ruinoso. Era uno de los castillos más destacados de la provincia de Pontevedra, y algunos historiadores lo consideran el centro geográfico y político de la zona de Tierra de Montes.[12]

## Turismo
Forcarey cuenta con dos rutas homologadas de senderismo:
La ruta homologada de senderismo PR-G 100 "Sendeiro Natural Aciveiro - Candán", que es una ruta senderista circular de 15 km de longitud con principio y fin en el monasterio de Santa María de Aciveiro, y la ruta homologada de senderismo PR-G 113 "Ruta das Pontes do Lérez - Forcarei" que es una ruta lineal de inicio/fin en el monasterio mencionado anteriormente con el otro extremo en Gaxín.
Además, desde hace varios años, el primer domingo del mes de diciembre se celebra la "Festa da Richada" en los restaurantes locales a la cual acuden visitantes de toda la Comarca para degustar esta delicia culinaria (consistente en carne preparada con cierta salsa); su origen se remonta a los finales de la Edad Media, más concretamente a la cocina popular de los canteros que trabajaban en el Mosteiro de Aciveiro.